# Mirsky Ledge
Mirsky Ledge (in lingua inglese: Cengia Mirsky), è una cengia o cornice rocciosa coperta di neve, situata circa 16 km a nordest del Monte Schopf nella catena montuosa dell'Ohio Range, nei Monti Transantartici, in Antartide. 
L'Urbanak Peak e l'Iversen Peak si innalzano al di sopra della cengia che rappresenta l'estremità nordorientale dei Monti Horlick. La geologia di queste montagne è stata investigata dai ricercatori dell' "Institute of Polar Studies" (Istituto di Studi Polari) dell'Ohio State University nel periodo 1958-62.
La denominazione è stata assegnata dall'Advisory Committee on Antarctic Names (US-ACAN) in onore di Arthur Mirsky, vice direttore dell'Istituto in quel periodo.